# Sogatella furcifera
Cicadelle à dos blanc
Espèce
Sogatella furcifera, communément appelé Cicadelle à dos blanc, est une espèce d'insectes de la famille des Delphacidae. Cette cicadelle est un ravageur des cultures de riz en Asie.